# Carlton (Bedfordshire)
Carlton – wieś w Anglii, w hrabstwie ceremonialnym Bedfordshire, w dystrykcie (unitary authority) Bedford. Leży 12 km na północny zachód od centrum miasta Bedford i 83 km na północny zachód od centrum Londynu.